# ميل هيرش
ميل هيرش (31 يوليو 1921 - 1968) (بالإنجليزية: Mel Hirsch)‏ هو لاعب كرة سلة أمريكي في مركز هجوم خلفي.

## وصلات خارجية
- ميل هيرش على موقع إن بي أي (الإنجليزية)
- ميل هيرش على موقع سبورتس رفرنس (الإنجليزية)
- ميل هيرش على موقع ريلجم (الإنجليزية)
- ميل هيرش على موقع بروبوليرز (الإنجليزية)